# Georgette Heyer
Georgette Heyer (Wimbledon, 16 augustus 1902 – Londen, 5 juli 1974) was een Engels schrijfster van historische romans en detectives.

## Biografie

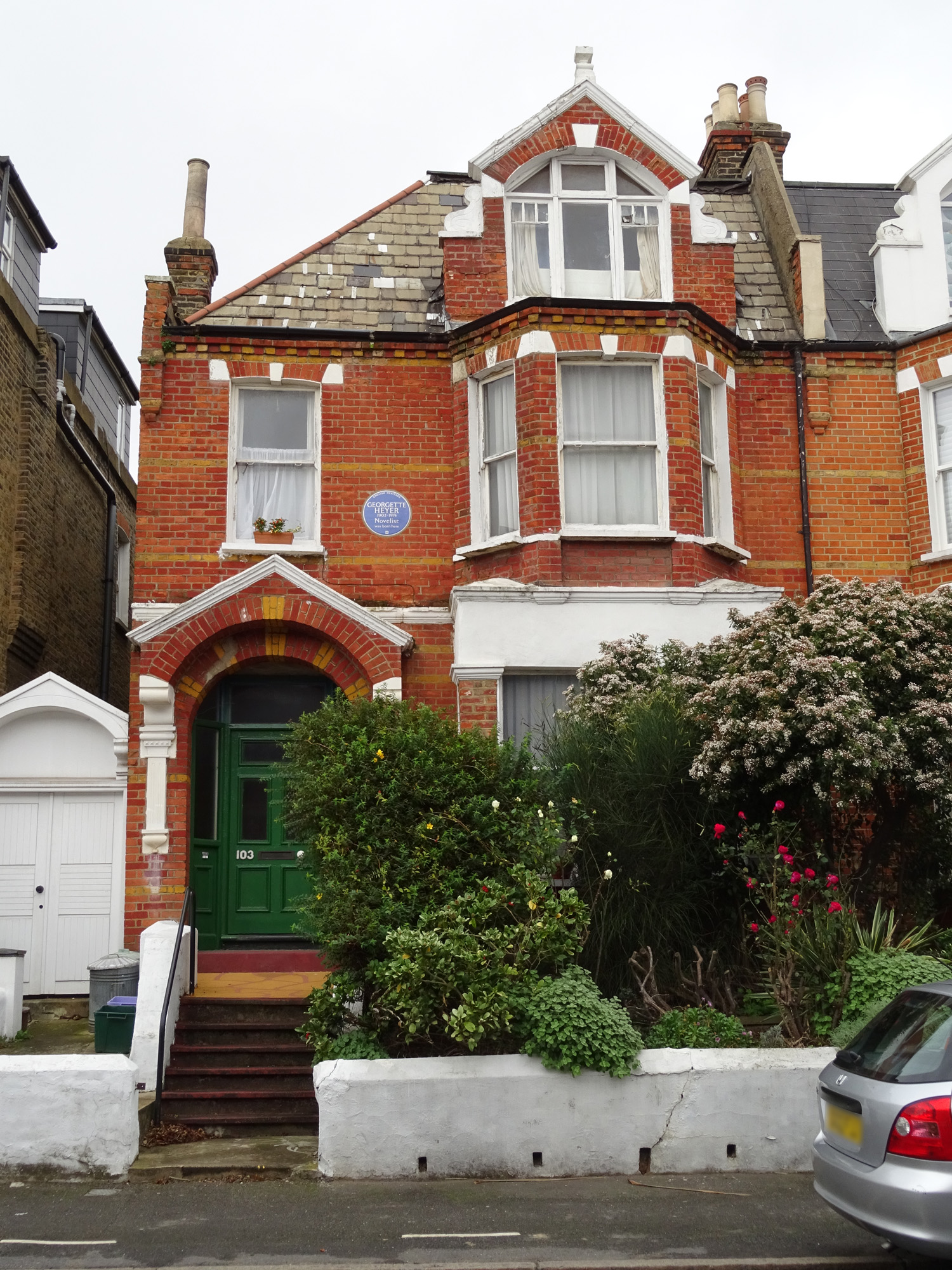
geboortehuis

Heyer werd geboren in Wimbledon. Haar vader, George Heyer, naar wie Georgette werd vernoemd, was leraar aan de King's College School en steunde Georgette in haar literaire ambities. Al op zeventienjarige leeftijd schreef Heyer haar eerste werk, The Black Moth. Dit verhaal werd in eerste instantie geschreven als verhaaltje voor haar zieke jongere broer maar werd in 1921 als roman uitgebracht.
Heyer trouwde op 23-jarige leeftijd met mijnbouwingenieur Ronald Rougier. Ze bleef haar geboortenaam echter gebruiken als pseudoniem voor haar boeken. Met hem reisde ze naar Tanganyika en Macedonië en keerde in 1929 weer terug naar Groot-Brittannië. Over Heyers privéleven is verder weinig bekend aangezien Heyer nooit interviews gaf en elke vorm van publiciteit meed - wanneer mensen naar haar persoonlijk leven vroegen verwees ze steevast naar haar boeken ("you will find me in my work"). Uit de jaren veertig van de twintigste eeuw zijn enkele van haar brieven bewaard gebleven waarin ze zich neerbuigend uitlaat over haar eigen werk. Zo schreef ze in 1943 over haar roman Friday's Child: "I think myself I ought to be shot for writing such nonsense... But it's unquestionably good escapist literature and I think I should rather like it if I were sitting in an air-raid shelter or recovering from flu" ("Ik ben van mening dat ik neergeschoten zou moeten worden voor het schrijven van dergelijke onzin... maar voor iemand die de realiteit wil ontvluchten is het ongetwijfeld goede literatuur en ik denk dat ik het wel zou kunnen waarderen wanneer ik in een bunker zou zitten of als ik herstellende zou zijn van een griep").
In het voorwoord van haar laatste boek Lord John schreef haar man dat het favoriete tijdperk van zijn vrouw in geen geval de Regency-periode was, ook al speelden haar meest succesvolle boeken zich allemaal in dat tijdperk af. Haar voorkeur ging volgens hem uit naar de Middeleeuwen. Voor haar boek over het leven van John of Lancaster had ze jarenlang enorm intensieve research gedaan, en zelfs middeleeuws Engels geleerd. Van de geplande trilogie over John of Lancaster heeft Heyer slechts een boek kunnen schrijven, ze stierf voordat ze aan de vervolgen toekwam.

## Lijst van uitgebrachte werken

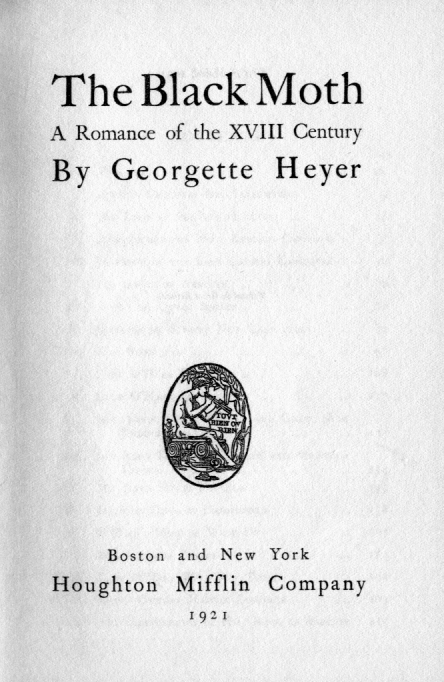
The Black Moth (1921)

### Historische fictie
- The Great Roxhythe  (1923)
- Simon the Coldheart (1925)
- Beauvallet (1929)
- The Conqueror (1931)
- Royal Escape (1938)
- My Lord John (1975)

### Romans
- The Black Moth (1921)
- Instead of the Thorn (1923)
- The Transformation of Philip Jettan (later opnieuw uitgebracht als Powder and Patch)
- These Old Shades (1926)
- The Masqueraders (1928)
- Helen (1928)
- Pastel (1929)
- Barren Corn (1930)
- Devil's Cub (1932)
- The Convenient Marriage (1934)
- Regency Buck (1935)
- The Talisman Ring (1936)
- An Infamous Army (1937)
- The Spanish Bride (1940)
- The Corinthian (1940)
- Faro's Daughter (1941)
- Friday's Child (1944)
- The Reluctant Widow (1946)
- The Foundling (1948)
- Arabella (1949)
- The Grand Sophy (1950)
- The Quiet Gentleman (1951)
- Cotillion (1953)
- The Toll-Gate (1954)
- Bath Tangle (1955)
- Sprig Muslin (1956)
- April Lady (1957)
- Sylvester, or the Wicked Uncle (1957)
- Venetia (1958)
- The Unknown Ajax (1959)
- A Civil Contract (1961)
- The Nonesuch (1962)
- False Colours (1963)
- Frederica (1965)
- Black Sheep (1966)
- Cousin Kate (1968)
- Charity Girl (1970)
- Lady of Quality (1972)

### Verzamelde korte verhalen
Pistols for Two and other stories (1960), met daarin:
- Pistols for Two
- A Clandestine Affair
- Bath Miss
- Pink Domino
- A Husband for Fanny
- To Have the Honour
- Night at the Inn
- The Duel
- Hazard
- Snowdrift
- Full Moon

### Andere korte verhalen
- A Proposal to Cicely (1922)
- The Bulldog and the Beast (1923)
- Linckes' Great Case (1923)
- Runaway Match(1936)
- Pursuit (1939)

### Thrillers
- Footsteps in the Dark (1932)
- Why Shoot a Butler? (1933)
- The Unfinished Clue (1934)
- Death in the Stocks (1935)
- Behold, Here's Poison (1936)
- They Found Him Dead (1937)
- A Blunt Instrument (1938)
- No Wind of Blame (1939)
- Envious Casca (1941)
- Penhallow (1942)
- Duplicate Death (1951)
- Detection Unlimited (1953)